# Irsing
Irsing ist ein Ortsteil der Stadt Traunreut im oberbayerischen Landkreis Traunstein. Der Weiler mit Kirche liegt westlich der Traun nahe Sankt Georgen bei Traunreut und hat nur 19 Einwohner.
Nicht zu verwechseln ist Irsing mit dem nur 6,5 km Luftlinie entfernten Kirchdorf Ising.

## Geschichte
Die Kirche St. Johannes Baptist in Irsing ist eine ursprünglich einschiffige spätgotische Kirche aus der zweiten Hälfte des 15. Jahrhunderts, die gegen 1600 zur dreischiffigen Anlage erweitert wurde. Sie ist Filialkirche der Pfarrei Sankt Georgen. Irsing war zur Zeit des Herzogtums Bayern Teil der Hauptmannschaft Haßmoning. Im Zuge der Gemeindebildung in Bayern kam es mit dem Gemeindeedikt von 1818 zur Landgemeinde Haßmoning. Am 1. Mai 1926 wurde Haßmoning der Gemeinde Stein an der Traun angegliedert;  Am 1. Mai 1978 wurde das Gemeindegebiet nach Traunreut eingemeindet.

## Baudenkmäler
Die Kirche in Irsing steht unter Denkmalschutz (Akten-Nummer D-1-89-154-20). Die Beschreibung des Bayerischen Landesamts für Denkmalpflege lautet:

„Katholische Filialkirche St. Johannes Baptist, urspr. einschiffige spätgotische Kirche, 2. Hälfte 15. Jahrhundert, gegen 1600 zur dreischiffigen Anlage erweitert, Ende 19. Jahrhundert überformt; mit Ausstattung.“